# Potentilla scandica
Potentilla scandica är en rosväxtart som beskrevs av J. Soják. Potentilla scandica ingår i Fingerörtssläktet som ingår i familjen rosväxter. Inga underarter finns listade i Catalogue of Life.